# ピーター・ゲシン
ピーター・ケネス・ゲシン（Peter Kenneth Gethin, 1940年2月21日 - 2011年12月5日）は、イギリスのレーシングカー・ドライバーで、F1世界選手権において1勝を挙げている。ヨーロッパF5000では2度の年間チャンピオンになっている。

## 経歴

### 若年時代
1940年2月21日、サリーにて出生。父は競馬騎手であった。
1965年から1968年まで、F3にロータス・ブラバム・シェブロンから出場、非選手権扱いのレースを含めて4年で9勝を記録した。
1969年から1970年まではF1車両と混走されることもあったF5000に出場した。1969年はヨーロッパF5000イギリスGPを含めて4度の優勝で年間チャンピオンを獲得。同年にはアメリカF5000でも参戦し、1勝を挙げた。1970年には年間最多勝の8勝を記録し、2シーズン連続でヨーロッパF5000チャンピオンになった。

### フォーミュラ1
1970年、マクラーレンの創設者、ブルース・マクラーレンがテスト中の事故で死亡すると、チームはブルース・マクラーレンの後釜として、同チームからF5000に出場していたゲシンを指名した。1970年の第5戦オランダGPでゲシンはF1にデビュー。第8戦からはレギュラードライバーとして出走し、第11戦のカナダGPで6位に入賞し、1ポイントを獲得した。また、前述の通り、同年のヨーロッパF5000では年間チャンピオンになった。
1971年もマクラーレンからエントリーしたが、ゲシンもチームも成績は全く振るわず、第8戦オーストリアGPからBRMへ移籍した。第9戦イタリアGPでゲシンはF1初優勝を果たした。このレースは、スリップストリームの応酬で26回もラップリーダーが入れ替わり、ゴール時には0.61秒差でゲシン、ロニー・ピーターソン、フランソワ・セベール、マイク・ヘイルウッド、ハウデン・ガンレイの5台がゴールに雪崩れ込むという混戦だったが、ゲシンはこれを制した。優勝平均速度242.616km/hは当時の新記録で、以後32年間にわたり破られることはなかった。2位とのタイム差は0.01秒で、しばしばF1史上1位と2位が最も僅差のレースとして挙げられる。
1972年もBRMからフル参戦するが、年間で6位入賞が1回のみと成績が振るわず、年末にシートを失った。同年ヨーロッパF2にも参戦、そのうち1戦で優勝した。

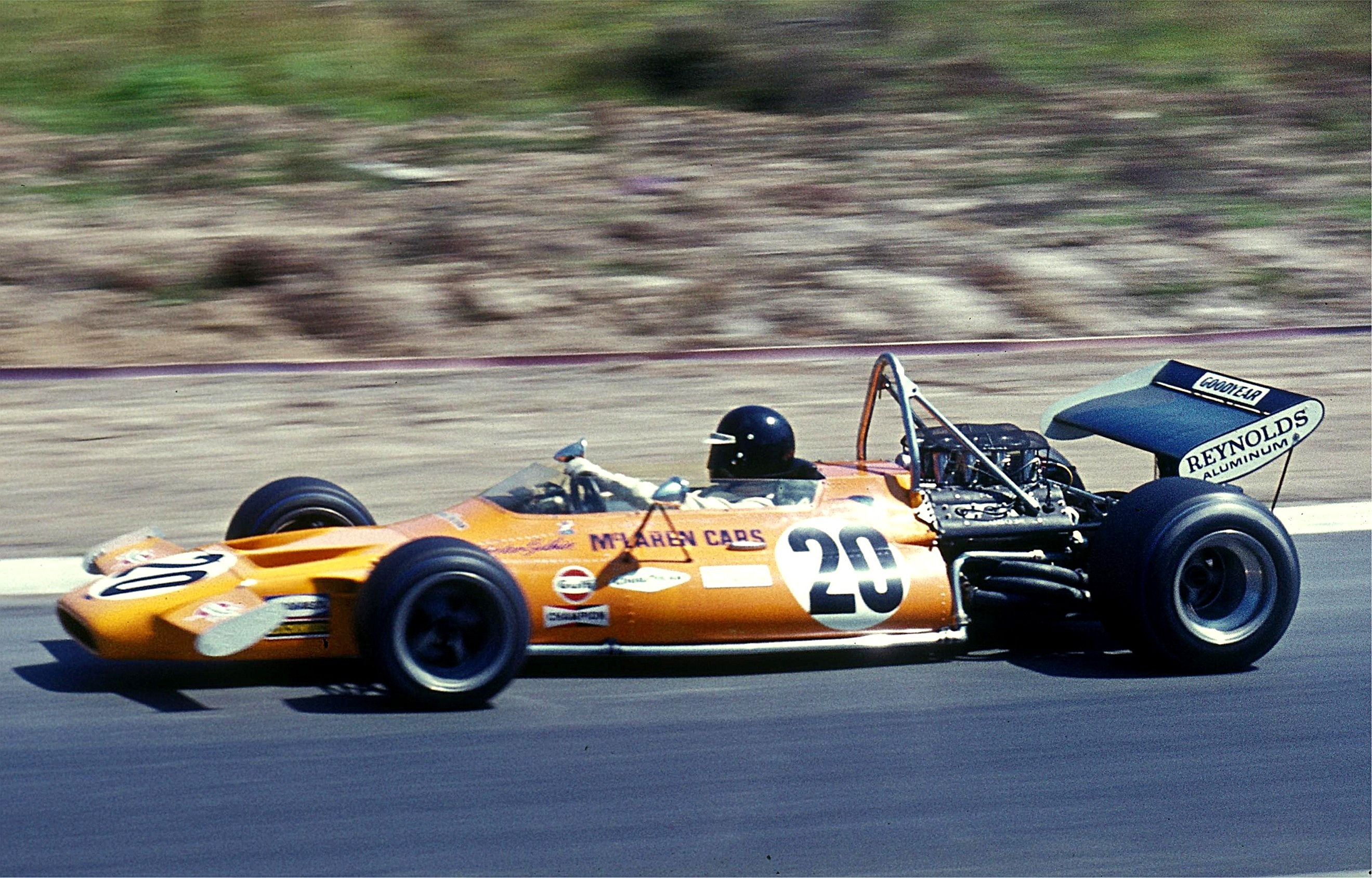
マクラーレン・M19Aを駆るゲシン（1971年ドイツグランプリ）

その後はヨーロッパF5000に戻り活躍する傍ら、1973年の第14戦カナダGPと1974年の第10戦イギリスGPにスポット参戦したが、共にリタイヤに終わった。ゲシンのF1参戦はこのレースが最後となった。

### F1以後
F5000へ戻り、1975年までヨーロッパF5000に参戦した。F5000での生涯成績は通算21勝、2度の年間チャンピオンを獲得した。1975年5月には来日し、富士スピードウェイでの全日本F2000選手権に出場している。
現役引退後はドライバーのマネジメント業を行った。
2011年12月6日、長い闘病の末に永眠。71歳没。

## レース戦績

### フォーミュラ1
| 年     | 所属チーム               | シャシー | 1       | 2      | 3       | 4       | 5       | 6       | 7       | 8       | 9      | 10      | 11      | 12      | 13      | 14      | 15  | WDC  | ポイント |
| ------ | ------------------------ | -------- | ------- | ------ | ------- | ------- | ------- | ------- | ------- | ------- | ------ | ------- | ------- | ------- | ------- | ------- | --- | ---- | -------- |
| 1970年 | マクラーレン             | M14A     | RSA     | ESP    | MON     | BEL     | NED Ret | FRA     | GBR     | GER Ret | AUT 10 | ITA NC  | CAN 6   | USA 14  | MEX Ret |         |     | 23位 | 1        |
| 1971年 | マクラーレン             | M14A     | RSA Ret | ESP 8  | MON Ret |         |         |         |         |         |        |         |         |         |         |         |     | 9位  | 9        |
| 1971年 | マクラーレン             | M19A     |         |        |         | NED NC  | FRA 9   | GBR Ret | GER Ret |         |        |         |         |         |         |         |     | 9位  | 9        |
| 1971年 | BRM                      | P160     |         |        |         |         |         |         |         | AUT 10  | ITA 1  | CAN 14  | USA 9   |         |         |         |     | 9位  | 9        |
| 1972年 | BRM                      | P160B    | ARG Ret | RSA NC |         | MON Ret | BEL Ret | FRA DNS | GBR Ret | GER     |        |         |         |         |         |         |     | 21位 | 1        |
| 1972年 | BRM                      | P180     |         |        | ESP Ret |         |         |         |         |         |        |         |         |         |         |         |     | 21位 | 1        |
| 1972年 | BRM                      | P160C    |         |        |         |         |         |         |         |         | AUT 13 | ITA 6   | CAN Ret | USA Ret |         |         |     | 21位 | 1        |
| 1973年 | BRM                      | P160E    | ARG     | BRA    | RSA     | ESP     | BEL     | MON     | SWE     | FRA     | GBR    | NED     | GER     | AUT     | ITA     | CAN Ret | USA | NC   | 0        |
| 1974年 | ローラ／エンバシー・ヒル | T370     | ARG     | BRA    | RSA     | ESP     | BEL     | MON     | SWE     | NED     | FRA    | GBR Ret | GER     | AUT     | ITA     | CAN     | USA | NC   | 0        |

### 全日本フォーミュラ2000選手権
| 年     | 所属チーム       | マシン      | エンジン  | タイヤ | 車番 | 1     | 2   | 3   | 4   | 5   | 順位 | ポイント |
| ------ | ---------------- | ----------- | --------- | ------ | ---- | ----- | --- | --- | --- | --- | ---- | -------- |
| 1975年 | エルスター VICIC | マーチ・752 | BMW M12/6 | B      | 6    | FSW 8 | SUZ | FSW | SUZ | SUZ | -    | -        |